# 서울성수초등학교
서울성수초등학교는 대한민국 서울특별시 성동구 성수동2가에 위치해 있는 공립 초등학교이다.

## 학교 연혁
- 1972년 4월 19일 개교

## 학교 상징
- 교화(校花) - 목련 : 맑고 밝고 환한 모습, 온화하고 청아한 성품, 튼튼하게 자라는 어린이
- 교목(校木) - 은행나무 : 공기 오염에 강한 잎, 나무와 열매에 쓰임이 많다, 강인하게 자라는 나무

## 참고 자료
- 서울성수초등학교 - 한국교육학술정보원 학교알리미